# George Peppard
George William Peppard Jr., né le 1er octobre 1928 à Détroit (Michigan), et mort le 8 mai 1994 à Los Angeles (Californie), était un acteur américain. Ses rôles les plus connus sont celui de « Fred » Paul Varjak, obtenu au début de sa carrière dans Diamants sur canapé (Breakfast at Tiffany's) aux côtés d'Audrey Hepburn (1961) et, plus tard, dans les années 1980, celui du colonel John « Hannibal » Smith dans la série télévisée Agence tous risques (The A-Team). 

## Jeunesse
George Peppard était le fils d'une chanteuse d'opéra et d'un promoteur immobilier. Il était diplômé de l'université de Dearborn dans le Michigan. Il étudia également le génie civil à l'université Purdue et à l'université Carnegie-Mellon. Peppard a servi dans le Corps des Marines des États-Unis.

## Carrière

### Au cinéma

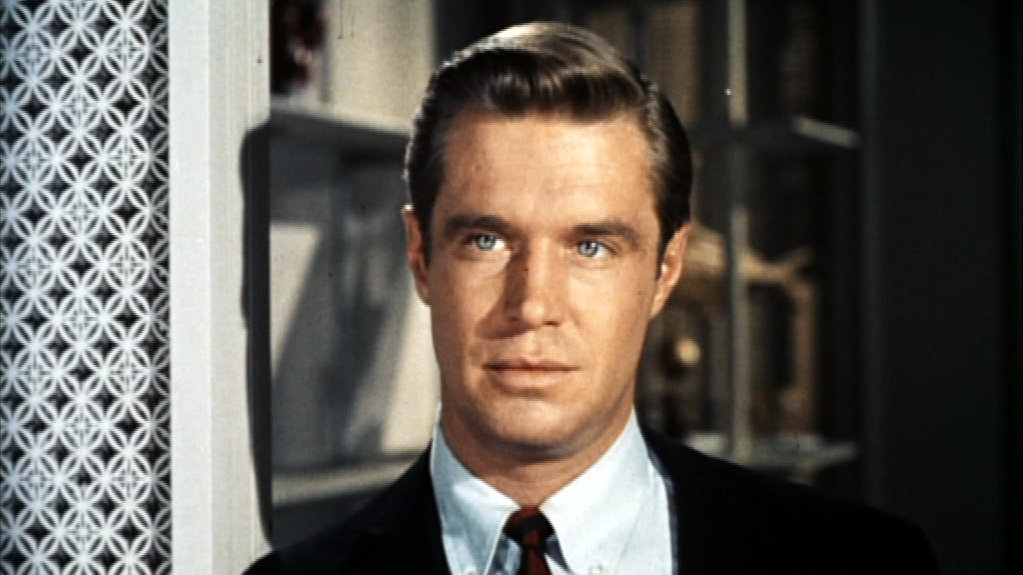
George Peppard dans Diamants sur canapé (1961).

Il obtient ses premiers succès au cinéma en fils illégitime de Robert Mitchum dans le mélodrame Celui par qui le scandale arrive en 1960 (prix National Board of Review du meilleur acteur dans un second rôle) et, surtout, en romancier entretenu aux côtés d'Audrey Hepburn dans la comédie Diamants sur canapé, rôle qui le propulse en haut de l'affiche en 1961. 
Jeune premier sympathique et grand séducteur à l'écran, il a eu notamment comme partenaires féminines célèbres : Sophia Loren, Ursula Andress, Joan Collins, Gayle Hunnicutt, Stella Stevens, Lee Remick, Carroll Baker, Jean Seberg, Dominique Sanda… 
Il apparaît ensuite dans des rôles plus physiques, confronté à des pointures telles que Rock Hudson, Raymond Burr et Orson Welles. Parmi ses nombreuses compositions de militaires, il a notamment campé l'agent secret américain d'Opération Crossbow (1965), le téméraire et ambitieux aviateur allemand du Crépuscule des aigles (1966) et le juif allemand qui rejoignait les troupes alliées dans Tobrouk, commando pour l'enfer (1967), un film de guerre se déroulant en Libye durant la Seconde Guerre mondiale.
Il s'est essayé sans grand succès à la réalisation et la production cinématographique avec Five Days from Home (1979).

### Deux rôles cultes
George Peppard a tenu le rôle principal dans deux séries télévisées culte : Banacek, en 1972, où il incarne un enquêteur privé qui poursuit les fraudeurs et les trafiquants ; L'Agence tous risques, entre 1983 et 1987, où il joue le colonel John « Hannibal » Smith, chef d'un petit groupe de mercenaires qui avaient été, à tort, accusés du meurtre de leur supérieur durant  la guerre du Vietnam et qui, quoique traqués par la police et l'armée, défendent la veuve et l'orphelin. Dans les deux séries, George Peppard fume le cigare et porte des gants noirs.

## Vie privée
Marié cinq fois, père à trois reprises, ses épouses successives furent Helen Davies (1954-1964), avec laquelle il eut deux enfants, Bradford (né en avril 1955) et Julie (née en juillet 1959) ; Elizabeth Ashley (1966-1972), avec laquelle il eut un fils, Christian (né en mars 1968) ; Sherry Boucher (1975-1979) ; Alexis Adams (1984-1986) et Laura Taylor (1992-1994), banquière en Floride.
Tout en ayant endossé de nombreux rôles de militaire dans sa carrière, George Peppard a été toute sa vie un militant fervent du Parti démocrate et s'est beaucoup battu pour les droits civiques, l'abolition des armes à feu et pour toutes les causes pacifistes.

## Maladie et mort
Il était alcoolique et fumait trois paquets de cigarettes par jour, et a passé ses dernières années à aider ceux qui se trouvaient dans la même situation que lui. On diagnostiqua chez lui un cancer du poumon en 1992. Il subit l'ablation du poumon malade, mais des complications survenues lors de son traitement postopératoire entraînèrent une pneumonie, dont il décéda le 8 mai 1994, âgé de soixante-cinq ans, à Los Angeles. 
Il est enterré au Northview Cemetery de Dearborn dans le Michigan aux côtés de ses parents.

## Distinctions

### Récompenses
- National Board of Review 1960 : meilleur acteur dans un second rôle pour Celui par qui le scandale arrive
- Laurel Awards 1960 : meilleur nouvel acteur
- Laurel Awards 1965 : prix du meilleur acteur dramatique (3e place) pour Les Ambitieux
- Étoile au 6675 Walk of Fame d'Hollywood Boulevard

### Nominations
- British Academy Film Awards 1961 : nouveau venu le plus prometteur dans un rôle principal au cinéma pour Celui par qui le scandale arrive
- Laurel Awards 1967 : nommé pour le prix du meilleur interprète dans un rôle dramatique pour Le Crépuscule des aigles

## Filmographie

### Cinéma

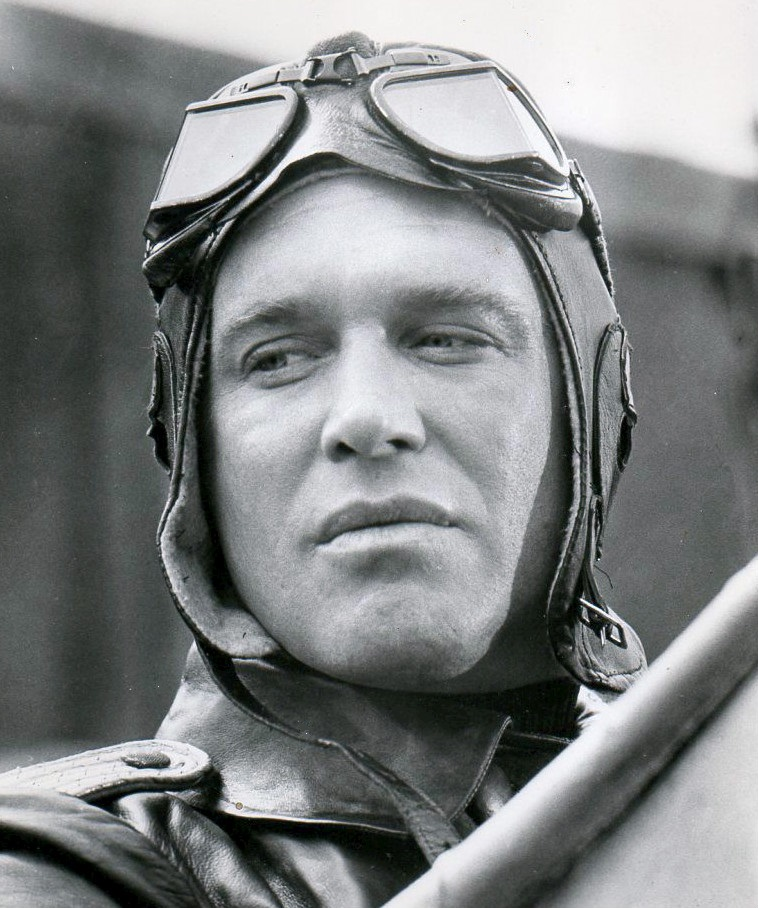
George Peppard dans Le Crépuscule des aigles (The Blue Max) (1966).

- 1957 : Demain ce seront des hommes (The Strange One) de Jack Garfein : Cadet Robert Marquales
- 1959 : La Gloire et la Peur (Pork chop hill) de Lewis Milestone : Caporal Chuck Fedderson
- 1960 : Celui par qui le scandale arrive (Home from the hill) de Vincente Minnelli : Rafe
- 1960 : Les Rats de caves (The Subterraneans) de Ranald MacDougall : Léo Percepied
- 1961 : Diamants sur canapé (Breakfast at Tiffany's) de Blake Edwards : « Fred » Paul Varjak
- 1962 : La Conquête de l'Ouest (How the West Was Won) d'Henry Hathaway, John Ford et George Marshall : Zeb Rawlings
- 1963 : Les Vainqueurs (The Victors) de Carl Foreman : Caporal Chase
- 1964 : Les Ambitieux (The Carpetbaggers) d'Edward Dmytryk : Jonas Cord
- 1965 : Opération Crossbow de Michael Anderson : Lieutenant John Curtis
- 1965 : Le Témoin du troisième jour (The Third Day) de Jack Smight : Steve Mallory
- 1966 : Le Crépuscule des aigles (The Blue Max) de John Guillermin : Lieutenant Bruno Stachel
- 1967 : Tobrouk, commando pour l'enfer (Tobruk) d'Arthur Hiller : Capitaine Bergman
- 1967 : Violence à Jericho (Rough Night in Jericho) d'Arnold Laven : Dolan
- 1968 : Syndicat du meurtre (P.J.) de John Guillermin : P. J. Detweiler
- 1968 : L'Intrus magnifique (What's So Bad About Feeling Good?) de George Seaton : Pete
- 1968 : Un cri dans l'ombre (House of Cards) de John Guillermin : Reno Davis
- 1969 : Pendulum de George Schaefer : Capitaine Frank Matthews
- 1970 : L'Exécuteur (The Executioner) de Sam Wanamaker : John Shay
- 1970 : Les Canons de Cordoba (Cannon for Cordoba) de Paul Wendkos : Capitaine Rod Douglas
- 1971 : Le Dernier Train pour Frisco (One More Train to Rob) d'Andrew V. McLaglen : Harker Fleet
- 1972 : Requiem pour un espion (The Groundstar Conspiracy) de Lamont Johnson : Tuxan
- 1977 : Les Survivants de la fin du monde (Damnation Alley) de Jack Smight : Major Eugène Denton
- 1979 : Five Days from Home de George Peppard : T.M. Pryor
- 1979 : De l'enfer à la victoire (Contro 4 bandiere) d'Umberto Lenzi : Brett Rosson
- 1980 : Les Mercenaires de l'espace (Battle Beyond the Stars) de Jimmy T. Murakami et Roger Corman : Cowboy
- 1981 : Les Bourlingueurs (Race for the Yankee Zephyr) de David Hemmings : Theo Brown
- 1981 : Au-delà de cette limite votre ticket n'est plus valable (Your Ticket Is No Longer Valid) de George Kaczender : Jim Daley
- 1982 : Jugando con la muerte de José Antonio de la Loma : McFadden
- 1989 : Silence Like Glass (Zwei Frauen) de Carl Schenkel : Monsieur Martin, le père d'Eva
- 1992 : The Tigress (Die Tigerin) de Karin Howard : Sid Slaughter

### Télévision

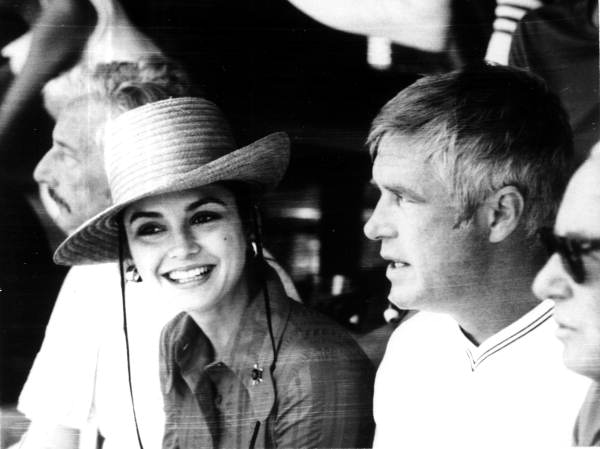
Avec Victoria Principal en marge du tournage de la série télévisée Banacek à Fort Lauderdale en Floride (épisode Fly Me, If You Can Find Me, 1974)

- 1956 : The United States Steel Hour (en) d'Alex Segal (série télévisée) : Piney Woods
- 1956-1957 : Kraft Theatre (en) (série télévisée)
- 1957 : Studio One d'Howard Rodman (série télévisée)
- 1957 : The Alcoa Hour de Roger O. Hirson (série télévisée) : Eddie Pierce
- 1957 : Alfred Hitchcock présente de Paul Henreid (série télévisée) : Evan Wallace
- 1957 : The Kaiser Aluminium Hour (série télévisée) : Lynch
- 1957-1958 : Matinee Theatre de Howard Berk et d'Albert McCleery (série télévisée) : Jesse Stuart
- 1958 : Suspicion de Robert Stevens (série télévisée) : Lee
- 1958 : Little Moon of Alban de George Schaefer (Téléfilm) : Dennis Walsh
- 1960 : Startime d'Alfred Hitchcock (série télévisée) : Pat Lawrence
- 1964 : Bob Hope Presents the Chrysler Theatre de Stuart Rosenberg (série télévisée) : Buddy Wren
- 1972 : The Bravos de Ted Post : le maire John David Harkness
- 1972-1974 : Banacek de Anthony Wilson (série télévisée) : Thomas Banacek, enquêteur d'assurance
- 1974 : Newman's Law (en) de Richard T. Heffron (Téléfilm) : Vince Newman
- 1975 : One of Our Own de Richard C. Sarafian (Téléfilm) : Docteur Jake Goodwin
- 1975 : Guilty or Innocent: The Sam Sheppard Murder Case de Robert Michael Lewis (Téléfilm) : Docteur Samuel Sheppard
- 1975-1976 : Doctor's Hospital de James E. Moser (série télévisée) : Docteur Jake Goodwin
- 1979 : Crisis in Mid-Air (en) de Walter Grauman (Téléfilm) : Nick Culver
- 1979 : Déchirée entre deux amours (Torn Between Two Lovers) de Delbert Mann (Téléfilm) : Paul Rasmussen
- 1982 : Twilight Theater (Steve Martin's Twilight Theater) de Perry Rosemond et Jeff Margolis (Téléfilm)
- 1983-1987 : Agence tous risques (The A-Team) créée par Stephen J. Cannell et Frank Lupo (série télévisée) : Colonel John « Hannibal » Smith
- 1984 : Bizarre, bizarre (Tales of the Unexpected) de Leo Penn (série télévisée) : Sergent Guedo
- 1988-1989 : Défi dans la nuit (Man Against the Mob) de Steven Hilliard Stern (Télésuit): Frank Doakey
- 1990 : Le Complot du renard (Night of the Fox) de Charles Jarrott (Télésuite) : Colonel Harry Martineau/Max Vogel
- 1994 : Matlock de Christopher Hibler (série télévisée) : Max Morgan

## Voix françaises
| - Jean-Claude Michel (*1925 - 1999) dans : - Les Ambitieux - Opération Crossbow - L'Exécuteur - Le Dernier Train pour Frisco - Requiem pour un espion - Les Survivants de la fin du monde - Banacek (série télévisée) - Georges Aminel (*1922 - 2007) dans : - Tobrouk, commando pour l'enfer - Violence à Jericho - Syndicat du meurtre - Un cri dans l'ombre | - Marc Cassot (*1923 - 2016) dans : - Celui par qui le scandale arrive - La Conquête de l'Ouest - Les Canons de Cordoba - Denis Savignat (*1937 - 1998) dans : - Le Témoin du troisième jour - Pendulum, la Nuit sans témoin - Dominique Paturel (*1931 - 2022) dans : - Agence tous risques (série télévisée) - La Nuit du renard (télésuite) et aussi : - Roland Ménard (*1923 - 2016) dans Diamants sur canapé - Marcel Bozzuffi (*1928 - 1988) dans Le Crépuscule des aigles - Edmond Bernard (*1921 - 1994) dans De l'enfer à la victoire - René Arrieu (*1924 - 1982) dans Les Mercenaires de l'espace - William Sabatier (*1923 - 2019) dans Les Bourlingueurs |